# Shevchenko (Donetsk)
Shevchenko (en ucraniano: Шевченко; en ruso: Шевченко) es un asentamiento de tipo urbano ucraniano perteneciente al óblast de Donetsk. Situado en el este del país, es parte del raión de Pokrovsk y del municipio (hromada) de Kurájove.

## Geografía
Shevchenko está 9 km al sur de Pokrovsk y 59 km al noroeste de Donetsk. 

## Historia
Shevchenko fue creado como mina de carbón en 1901. Desde 1921 hasta 1938, el pueblo se conoció como Lisaya Gora (en ruso: Лысая Гора); sin embargo, ese año recibió el estatus de asentamiento de tipo urbano y su nombre actual. 
Hasta 2020, Shevchenko fue parte del área municipal de Pokrovsk pero desde entonces fue incorporada al raión de Pokrovsk.

## Demografía
La evolución de la población de Shevchenko entre 1989 y 2022 fue la siguiente:
| 3053                                                          | 2102 | 1742 | 1786 | 1707 | 1674 | 1654 |
| (Fuente: Cities & Towns of Ukraine y UKRAINE: Größere Städte) |      |      |      |      |      |      |

Según el censo de 2001, la lengua materna de la mayoría de los habitantes, el 59,71%, es el ruso; del 40,15% es el ucraniano.

## Economía
Grandes minas de carbón se extienden alrededor de Shevchenko. 

## Infraestructura

### Transporte
Shevchenko se encuentra conectado con Pokrovsk por la autopista T-0515. 